# Truet sprog
Et truet sprog eller hendøende sprog er et sprog, der risikerer at holde helt op med at blive anvendt efterhånden som dets talere dør ud eller skifter til at tale andre sprog. Sprogtab sker når sproget ikke har flere indfødte talere og bliver et "dødt sprog". Hvis ingen er i stand til at tale sproget overhovedet kategoriseres det som et "udryddet sprog". Døde sprog kan stadig studeres gennem optagelser eller skrifter, men det er fortsat dødt eller udryddet medmindre der findes talere, der kan tale det flydende. Selvom sprog er uddøde løbende igennem menneskets historie, er de siden det 20. århundrede døet i et accelereret tempo på grund af globalisering, sproglig imperialisme, nykolonialisme, og sprogdrab.